# Krery (województwo pomorskie)
Krery – osada leśna  w Polsce położona w województwie pomorskim, w powiecie człuchowskim, w gminie Człuchów. 
Leśniczówka położona pośród lasu, stanowi część składową sołectwa Rychnowy.
W latach 1975–1998 miejscowość administracyjnie należała do województwa słupskiego.
W roku 1905 osadę zamieszkiwało 15 osób